# McCabe's Guitar Shop
McCabe's Guitar Shop je obchod s hudebními nástroji a hudební klub na Pico Boulevard v Santa Monica v Kalifornii. Obchod specializující se na akustické a folkové nástroje byl otevřen v roce 1958. Od roku 1969 se zde konají také koncerty.
Mezi umělce, kteří zde vystoupili, patří:
- Tom Waits
- Beck
- John Lee Hooker
- Mose Allison
- Dave Alvin
- Chet Atkins
- Ginger Baker
- The Blind Boys of Alabama
- Frank Black
- T-Bone Burnett
- JJ Cale
- Shawn Colvin
- Cowboy Junkies
- Marshall Crenshaw
- Evan Dando
- John Densmore
- The Dillards
- Steve Earle
- Fairport Convention
- Black Francis
- Bill Frisell
- Vince Gill
- Jimmie Dale Gilmore
- Allen Ginsberg
- Arlo Guthrie
- John Wesley Harding
- P.J. Harvey
- Richie Havens
- Robyn Hitchcock
- The Incredible String Band
- Jorma Kaukonen
- Aimee Mann
- The Del McCoury Band
- Laura Nyro
- Odetta
- Utah Phillips
- John Hiatt
- Chris Hillman
- Hot Tuna
- Jefferson Starship
- Paul Kantner
- Timothy Leary
- Nils Lofgren
- Taj Mahal
- Ray Manzarek
- Bob Mould
- The Nields
- Nitty Gritty Dirt Band
- Tom Paxton
- Liz Phair
- Roy Rogers
- Linda Ronstadt
- Tom Rush
- Martin Sexton
- Michelle Shocked
- Jane Siberry
- Al Stewart
- Sun Ra
- They Might Be Giants
- Richard Thompson
- Tom Verlaine
- Loudon Wainwright III
- M. Ward
- Doc Watson
- Lucinda Williams

## Live at McCabe's: Alba nahraná v McCabe's
V McCabe's Guitar Shop bylo nahráno také několik živých alb, konkrétně:
- Townes Van Zandt: Live at McCabe's (1995)
- Ralph Stanley: Live at McCabe's (2001)
- Norman Blake: Live at McCabe's (1976)
- Tom Paxton: Live at McCabe's Guitar Shop (1991)
- Henry Rollins: Live at McCabe's
- Robin Williamson: Merry Band's Farewell Concert at McCabe's (1979)
- Nancy Wilson: Live at McCabe's Guitar Shop (1999)
- Freedy Johnston: Live at McCabe's Guitar Shop (1998)
- John Stewart: Deep in the Neon: Live at McCabe's (1991)
- Byron Berline: Live at McCabe's (1978)
- Chris Smither: Chris Smither Live at McCabe's Guitar Shop (2003)
- David Hatfield: David Hatfield Live at McCabe's (2003)
- Lyle Ritz & Herb Ohta: A Night of Ukulele Jazz Live at McCabe's (2000)
- Paul Siebel: Live at McCabe's (1981)
- Batdorf & Rodney: Live at McCabe's (19785)

Byl zde nahrán také bootleg R.E.M.: Live at McCabe's Guitar Shop (1987).